# 牧野康命
牧野 康命（まきの やすのぶ）は、信濃小諸藩の第8代藩主。越後長岡藩分家牧野家10代。

## 生涯
文化6年（1809年）11月21日、長岡藩主・牧野忠精の六男として生まれる。小諸藩の第7代藩主・牧野康明の養子となり、文政10年（1827年）の康明の死去により家督を継いだ。文政11年（1828年）12月16日に従五位下・遠江守に叙位・任官する。
天保3年（1832年）7月18日、江戸浜町屋敷で死去した。享年24。跡を養子の康哉が継いだ。

## 系譜
父母
- 牧野忠精（実父）
- 牧野康明（養父）

正室
- 石川総佐の娘

養子
- 牧野康哉 - 牧野貞幹の次男